# Rickie Lee Jones
Rickie Lee Jones (Chicago, 8 de noviembre de 1954) es una artista musical, vocalista, compositora y productora estadounidense. A lo largo de su carrera, Jones ha experimentado con una amplia variedad de géneros que incluyen el rock, rhythm and blues, pop y jazz, dando lugar a un estilo personal de difícil clasificación. Si bien sus primeros trabajos gozaron de un notable éxito comercial, su inconformismo musical la convirtió en una artista de culto fuera de su país de origen.

## Orígenes
Rickie Lee Jones nació en Chicago en el seno de una familia humilde, con ascendencia europea. La familia se trasladó primero a California y posteriormente a Arizona, donde vivieron hasta 1969. El matrimonio se divorció en 1969 y Rickie permaneció junto a su padre, Richard, mientras la madre se trasladó a Olympia, en el estado de Washington. Poco tiempo después, Rickie también se mudó a Washington para continuar sus estudios en el instituto, pero los abandonó a los 16 años de edad. Posteriormente se fugó a Venice, en California, donde compaginó la universidad -aunque no llegó a graduarse- con diversos trabajos.
Jones comenzó a actuar en locales de Los Ángeles en 1977, desarrollando un estilo propio inspirado en la obra de artistas como Randy Newman o Laura Nyro. Lowell George, músico y productor, atrajo el interés de Lenny Waronker, de Warner Brothers, hacia su música, y finalmente Jones firmó un contrato con la discográfica en 1978. En esta época, Jones se relacionaba con Tom Waits y Chuck E. Weiss, en quien se inspiró para componer su primer sencillo y mayor éxito hasta la fecha, el tema Chuck E.'s in love. Jones también aparece en la portada de Foreign Affairs (1977) y en la contraportada de Blue Valentine (1978), dos discos de Tom Waits.

## Carrera discográfica

### Los años de éxito
Jones publicó su primer álbum, homónimo, en 1979. Además de Chuck E.'s in love, que alcanzó el puesto #4 en la lista Billboard, se editó como sencillo el tema Young Blood, que llegó al puesto #40. El álbum en sí subió hasta el puesto #3 de ventas en Estados Unidos, y también tuvo un notable éxito en Reino Unido (#18) y Australia (#1). La artista apareció en la portada de la revista Rolling Stone y obtuvo cinco nominaciones a los premios Grammy, en los que finalmente se alzó con el galardón a Mejor Artista Revelación en enero de 1980.
Jones rechazó trabajar en la banda sonora de la película que Francis Ford Coppola estaba preparando en ese momento, Corazonada, para la que ya contaba con Tom Waits, de quien la artista se había separado recientemente. En 1981, después de una gira mundial de presentación, Jones se instaló en Nueva York y lanzó un segundo álbum de estudio, Pirates. Las letras de algunas de las canciones sugieren que el disco es una respuesta a la ruptura de Jones y Waits; sin alcanzar el éxito comercial de su disco de debut, este álbum cosechó críticas muy positivas y se vendió bien en el Reino Unido, donde alcanzó el puesto #18 en las listas, y en Estados Unidos, donde llegó al puesto #5 de Billboard y generó tres sencillos: Pirates (So Long Lonely Avenue) (#40), Woody and Dutch on the Slow Train to Peking (#31) y A Lucky Guy (#65). Jones volvió a ser portada de Rolling Stone y se embarcó en una nueva gira internacional durante 1982, tras la que se estableció en San Francisco.

### Cambio de estilo
En 1983 publicó un EP, originalmente en soporte de vinilo de 10 pulgadas de diámetro: Girl at her volcano, que recogía algunos temas clásicos de jazz interpretados en directo, así como su canción Hey, Bub, originalmente compuesta para el álbum Pirates. 
La artista ha declarado que durante esta época sufrió una adicción a la heroína y posteriormente a la cocaína. Fruto de ello, en abril de 1983 Jones se trasladó a París para "retomar el control" y, después de algunos meses, grabó canciones para un nuevo disco de estudio, que apareció en 1984 con el título The Magazine. Con un sonido más complejo y experimental que sus anteriores trabajos, no cosechó el mismo éxito que estos (#44 en la lista Billboard), siendo el único sencillo el tema The real end, que alcanzó el puesto #82 en las listas de Estados Unidos. En 1985, Jones colaboró con el bajista Rob Wasserman para la grabación de dos temas, el clásico Autumn Leaves y The Moon Is Made of Gold, una primera versión de una composición que su padre realizó en 1954, y que posteriormente apareció en el álbum de Jones Balm In Gilead en 2009.
Jones permaneció varios años apartada de los estudios y las giras, debido al fallecimiento de su padre y, posteriormente, al nacimiento de su hija Charlotte, fruto de su fugaz matrimonio con el músico francés Pascal Nabet-Meyer. En 1987, la artista regresó a Estados Unidos, fijando su residencia en California, y recopiló nuevas canciones para su cuarto disco, Flying Cowboys, publicado en 1989 con Geffen Records. El disco, más accesible, despojado del sonido del piano que caracterizaba sus trabajos anteriores, cercano a un estilo pop, tuvo una buena acogida entre crítica y público, alcanzando el puesto #39 en las listas Billboard. Paralelamente, su dueto junto a Dr. John interpretando el clásico Makin' Whoopee les reportó a ambos un premio Grammy por la Mejor Colaboración Vocal de Jazz.
En 1991, Jones se embarcó en un proyecto original, Pop Pop, en el que versionó temas variados de los artistas favoritos de su infancia. En el elenco seleccionado se incluyen canciones de Jimi Hendrix y Jefferson Airplane, así como clásicos del jazz y de musicales. Aunque interpretados en clave de jazz, la sencillez instrumental de las piezas es la nota predominante. Al término de una nueva gira, Jones volvió su interés a sus propias composiciones y publicó Traffic From Paradise, con la colaboración del guitarrista Leo Kottke, en 1993. Este álbum marca el comienzo de una nueva etapa en la carrera de Rickie Lee Jones, consagrada de forma definitiva a la búsqueda de nuevos horizontes creativos. El disco incluye una versión del tema Rebel, Rebel de David Bowie, que fue utilizada en la banda sonora de la película Boys don't cry. Al respecto, a lo largo de la década de 1990, varios otros filmes incluyeron temas de Jones en sus bandas sonoras.

### Madurez y obra reciente
De vuelta a los escenarios, Jones aprovechó para lanzar con Reprise Records una selección de temas grabados en formato acústico, publicada en 1995 como Naked songs. Dos años más tarde, su colaboración con el músico experimental Rick Boston dio como resultado Ghostyhead, un álbum de estudio con Warner en el que ambos tocan un total de 21 instrumentos y que se adentra en el terreno del trip-hop. En 2000 Jones inicia una colaboración con la discográfica Artemis y lanza un segundo álbum de versiones, It's like this, con temas de The Beatles y Marvin Gaye, entre otros, y en 2001 sale a la venta un disco en directo, Live at Red Rocks, aunque en realidad contiene material procedente de su gira de presentación de Flying Cowboys.
Desde el comienzo del nuevo milenio, Rickie Lee Jones ha retomado de forma prolífica su actividad en los escenarios, así como su faceta de compositora, publicando tres nuevos álbumes de estudio con sonidos heterogéneos. The Evening of My Best Day (2003), con una importante carga política en contra de la Administración Bush; The Sermon on Exposition Boulevard (2007), una revisión improvisada de diversos textos bíblicos, basada en el libro The Words, de su entonces pareja Lee Cantelon; y Balm in Gilead (2009), una colección de sencillas canciones que Jones había recopilado durante su carrera, donde se incluye un dueto con Ben Harper.
En 2005 también apareció Duchess of Coolsville, una antología de su obra hasta ese momento. El título proviene del apelativo que la revista Time le dedicó en su primer concierto de presentación después de firmar con Warner en 1978. Coolsville es, a su vez, un tema incluido en el álbum de debut de la artista.
En 2012, Jones publicó The Devil You Know, una nueva colección de versiones, incluyendo temas de The Rolling Stones, The Band y Van Morrison, entre otros, con producción de Ben Harper. En 2015, Rickie Lee Jones fundó su propio sello discográfico para el lanzamiento de su decimotercer disco de estudio, The Other Side Of Desire, el primero con nuevas canciones de su autoría desde 2003.

## Discografía
- Rickie Lee Jones - (1979)
- Pirates - (1981)
- Girl at Her Volcano (EP) - (1983) - Temas clásicos de jazz en directo
- The Magazine - (1984)
- Flying Cowboys - (1989)
- Pop Pop - (1991) - Versiones de temas de otros artistas
- Traffic from Paradise - (1993)
- Naked Songs - (1995) - Interpretación acústica de algunos de sus temas
- Ghostyhead - (1997)
- It's Like This - (2000) - Versiones de temas de otros artistas
- Live at Red Rocks - (2001) - Grabación en directo de 1990
- The Evening of My Best Day - (2003)
- Rickie Lee Jones: Duchess of Coolsville - (2005) - Antología, triple disco
- The Sermon on Exposition Boulevard - (2007)
- Balm in Gilead - (2009)
- The Devil You Know - (2012) - Versiones de temas de otros artistas
- The Other Side Of Desire - (2015)